# Tit Turpili Silà
Tit Turpili Silà (en llatí Titus Turpilius Silanus) va ser un militar romà.
Quint Cecili Metel Numídic el va nomenar l'any 108 aC comandant de la ciutat de Vaga o Vacca a Numídia. Els habitants, fidels a Jugurta, van matar tota la guarnició. Silà es va poder escapar i es va reunir amb l'exèrcit principal romà. El fet que fos l'únic que es va escapar el va fer sospitós i va ser portat a judici i condemnat (era ciutadà llatí i no romà i gaudia de menys drets). Va ser executat.
Plutarc relata que més tard es va establir la innocència de Turpili Silà sense cap dubte. I diu també que Gai Mari, que era present al judici com a assessor, va instar a Metel a que el condemnés.